# Jacqueline Rigaud
Pour les articles homonymes, voir Rigaud.
Jacqueline Rigaud, née le 21 juin 1925 à Gaillac et morte le 3 décembre 2022 à Albi, est une résistante française et une Juste parmi les Nations.

## Biographie
Jacqueline Rigaud est la fille de Paul-Raymond et Marie-Louise Rigaud qui se sont installés en 1920 à Gaillac. Son père, gendarme à la retraite, est secrétaire du poste de police de la ville.
Du mois d’octobre 1942 jusqu’à la Libération, sa famille sauve de nombreux Juifs de la ville et héberge Diana Dudelczyk qui a fui Paris.
La veille de chaque rafles de Juifs, son père Paul-Raymond l'envoie prévenir toute la communauté. Alors qu'elle n'a que 17 ans, elle part à vélo munie de faux papiers qu'il lui a donné. Ces documents lui permettent de circuler librement. Son père en fournira à de nombreuses familles juives en danger.
Jacqueline Rigaud rejoint la Résistance et travaille avec l'abbé Léopol Rousseau.
En octobre 1944, lorsque la famille Rigaud quitte la ville, la communauté juive lui manifeste sa gratitude.

## Reconnaissance
- Juste parmi les nations (17 juillet 1991)[3]

## Distinctions
- Chevalier de la Légion d'honneur (2007)[4]